# املاکی، بنگلادش
املاکی، بنگلادش (به لاتین: Amlaki, Bangladesh) یک منطقهٔ مسکونی در بنگلادش است که در استان چیتاگونگ واقع شده‌است.